# فيروس الإنفلونزا أ H5N8
فيروس الإنفلونزا أ H5N8 هو أحد أنماط فيروس الإنفلونزا أ، وهو قادر على التسبب بالإنفلونزا لدى الطيور.
سبب أحد أنماط الفيروس شديد العدوى (A/turkey/Ireland/1378/83) فاشية إنفلونزا بين الدجاج الرومي في أيرلندا عام 1983.